# Bodalsträsket
Bodalsträsket är en sjö i Östhammars kommun i Uppland och ingår i Olandsån-Skeboåns kustområde.